# Revolutionsfest

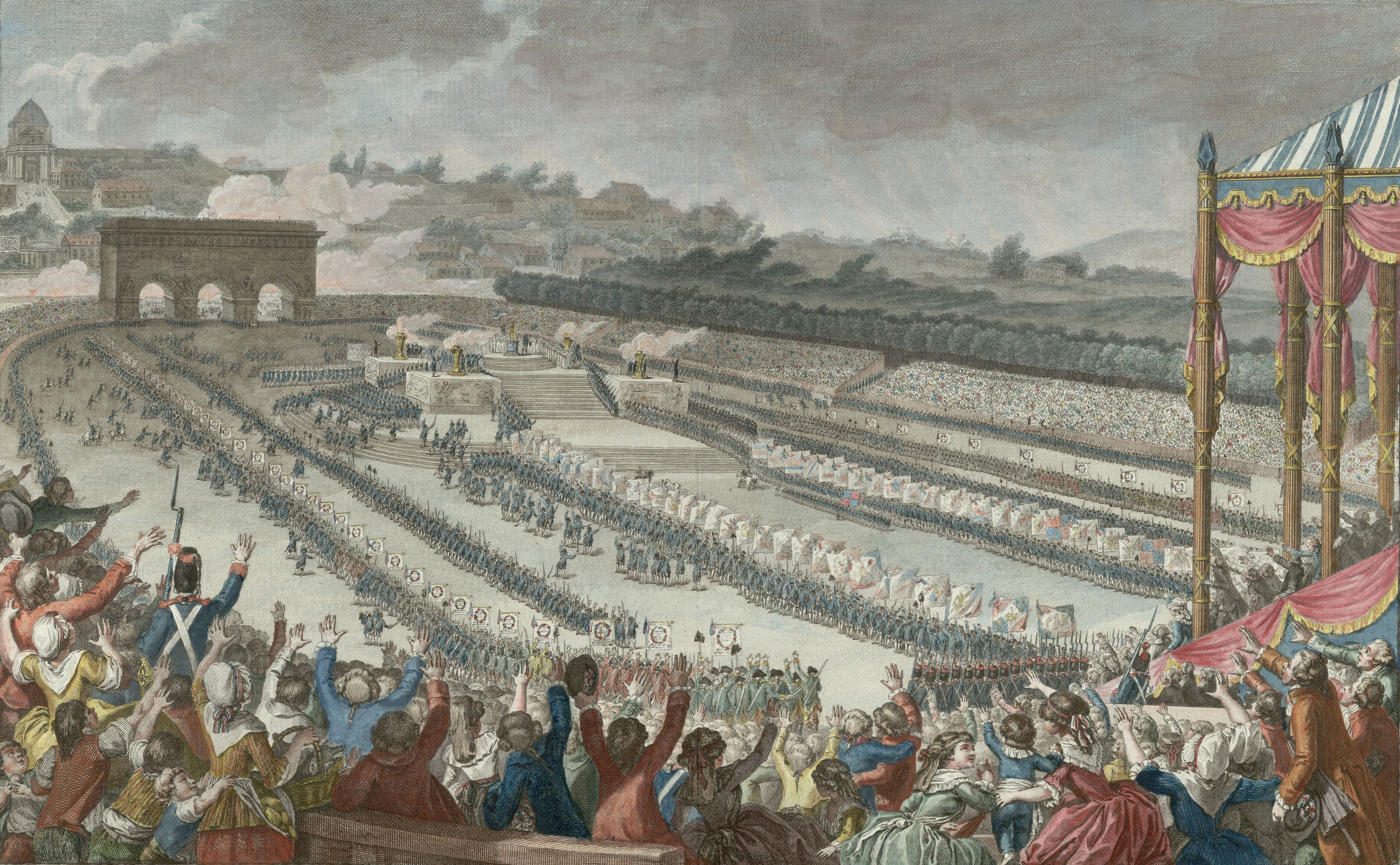
Das Föderationsfest vom 14. Juli 1790

Die Revolutionsfeste der Französischen Revolution bildeten als öffentlich-patriotische Zeremonien zusammen mit den Revolutionskulten ein zivilreligiöses Ensemble, das an Stelle von Christentum und insbesondere Katholizismus in die gesellschaftlich-politische Mitte treten sollte. Die Revolutionsfeste fanden in unterschiedlicher Häufigkeit und Volkstümlichkeit statt, der Quatorze Juillet hat bis heute Bestand.
Öffentliche und für die breite Bevölkerung bestimmte Festakte waren bereits Teil des Ancien Régime; neben den außerordentlichen, mit Feuerwerk und Massenspeisungen gefeierten Anlässen wie Geburten in der königlichen Familie waren allein schon die kirchlichen Prozessionen durch 52 Sonntage und 32 religiöse Festtage fest vorbestimmt. Während der Revolution trat an die Stelle der Bestärkung der ständischen Gesellschaft durch Feste und Riten diejenige der nationalen Gemeinschaft und der neuen Werte.
Die neue kulturelle Praxis bestand anfänglich in spontanen Gesten der Zusammengehörigkeit über die gesellschaftlichen Grenzen hinweg wie Bruderküssen oder in Bekräftigungen der Gesinnung wie Schwüre und Gesänge. Sie entstand aus der Aufbruchsstimmung und dem Wunsch nach einer fédération (Bund) aller Franzosen, die die Revolutionäre und unter ihnen besonders die neu gebildeten Nationalgarden erfasst hatte. Zur Steuerung der Volksbewegung beschloss die Regierung für den 14. Juli 1790 eine fête de la fédération (Föderationsfest), also am ersten Jahrestag des Sturms auf die Bastille. Das Pariser Föderationsfest mit seinen Zehntausenden von Zuschauern und Teilnehmern fand Nachahmung nicht allein in den Föderationsfeiern der Provinz, es wurde zum Vorbild späterer Revolutionsfeste. Unverzichtbar waren Militär- und Zivilparaden, schauspielerische Einlagen, Hymnen, Schwüre, Ansprachen und in der ersten Zeit noch kirchliche Segnungen. (Am Föderationsfest wurde ein Hochamt von Charles-Maurice de Talleyrand, Bischof von Autun, zelebriert.)

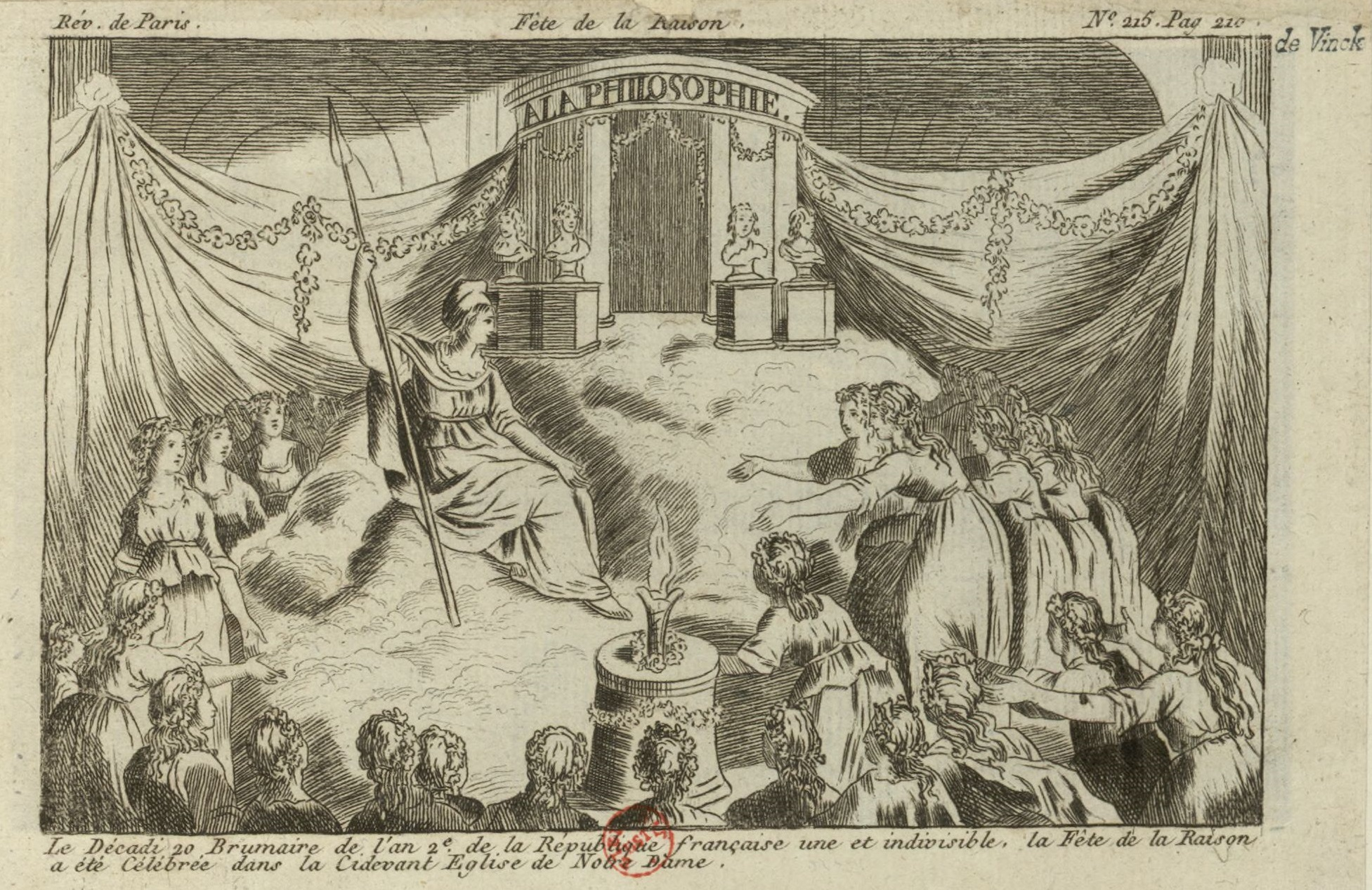
Darstellung des ersten „Fests der Vernunft“ in der Kathedrale Nôtre-Dame: Im Chor wurde eine Erhöhung aufgeschüttet, den ein kleiner Tempel mit der Aufschrift „à la Philosophie“ krönte, geflankt von Philosophenbüsten. Auf einem Altar brannte die Flamme der Vernunft, vor der in antik gekleidete Mädchen prozessierten. Eine Schauspielerin verkörperte die Freiheit bzw. die Vernunft und nahm die Ehrbezeigungen entgegen. Ähnliche Tempel wurden in vielen Kirchen eingerichtet.

Die Entchristianisierung der Jahre 1793 und 1794 brachte das Verschwinden der christlichen Inhalte. Besonders ausgeprägt war die Substitution der althergebrachten religiösen Festkultur im „Fest der Vernunft“ am 10. November 1793 und im „Fest des höchsten Wesens“ am 8. Juni 1794, nach deren Vorbild auch ungezählte Aufmärsche und Zeremonien in der Provinz abgehalten wurden. Das traditionelle kirchliche Element fehlte hier völlig. Bereits das „Fest der Einheit und Unteilbarkeit der Republik“ am 10. August 1793 war das erste ohne Teilnahme des Klerus gewesen, die sehr symbolträchtigen offiziellen Feiern sollten an die Stelle der christlichen Prozessionen und Riten treten und als zivilreligiöse Ersatzhandlungen die spirituellen Bedürfnisse der Bevölkerung erfüllen, während sie gleichzeitig als Plattform für die Verbreitung und Festigung des revolutionären Gedankenguts dienten.
Im engen Zusammenhang mit den Revolutionsfesten standen auch die Feste, die mit dem neuen Revolutionskalender von 1793 Einzug hielten. Veranlasst durch das Aufkommen des Vernunftkults verabschiedete der Nationalkonvent am 23. November 1793 ein Gesetz, dass an jedem décadi (zehnten Tag) des neuen Kalenders das Fest der Vernunft gefeiert werden solle. Maximilien de Robespierre ließ zusammen mit der Einführung des Kults des höchsten Wesens 1794 das jeweilige Fest eines décadi neu festlegen, gefeiert wurden beispielsweise  das Menschengeschlecht, das französische Volk, die Märtyrer der Freiheit, die Republik, die Vaterlandsliebe, der Hass auf die Tyrannen und die Verräter, die Liebe, die eheliche Treue, die Zukunft, der Ruhm der Unsterblichkeit, der Stoizismus. Auch die fünf (in Schaltjahren sechs) Übergangstage am Jahresende (Sansculottiden genannt), waren für den Citoyen wichtigen Werten gewidmet: Der Tugend, dem Geist, der Arbeit, der Meinung, dem Ertrag, der Revolution. Die Kalenderreform bedeutete den völligen Bruch mit den christlich geprägten Festen und somit einen gänzlich neu unterteilten Jahresablauf.
Die revolutionäre Festkultur erreichte ihren Höhepunkt während der jakobinischen Terrorherrschaft (La Grande Terreur), das anschließende Directoire führte diese zwar fort und ließ militärische Erfolge während der Koalitionskriege und Schlüsseldaten der Revolution feiern – 14. Juli (Sturm auf die Bastille), 10. August (Sturm auf die Tuilerien), 9. Thermidor (Sturz Robespierres); es zeigte sich aber ein wachsender Überdruss an den Veranstaltungen, die ohnehin den nachfolgenden, auf eine autoritäre Ordnung bedachten Regierungsformen (Konsulat und Kaiserreich) immer weniger opportun schienen und abgeschafft wurden. Allein der 14. Juli, der sowohl an den Sturm auf die Bastille 1789 als auch an das Föderationsfest 1790 erinnert, wird noch heute als französischer Nationalfeiertag gefeiert.